# 선재도
| Daedongyeojido (Gyujanggak) 14-06.jpg |  |
|                                       |  |

선재도(仙才島)는 인천광역시 옹진군 영흥면에 있는 섬이다. 1871년 전후까지만 해도 소우도(小牛島)로 불렸다. 영흥도와는 영흥대교, 대부도와는 선재대교로 연결되었으며 인천광역시와 버스로 이어진다. 서해 최대 규모의 바지락 양식장이 있다. 선재대교 근처에 작은 섬인 측도(목섬)이 있는데 썰물 때는 선재도에서 측도(목섬)까지 걸어갈 수 있다. 주요 도로로는 선재로가 유일하며 이 도로는 대선로와 영흥로의 중간 지점에 위치한 도로이다.

## 딸린 섬
- 외항도(外項島)[2]
- 측도(測島)[2]
- 항도(項島)

## 같이 보기
- 선재로